# Solomon Schechter

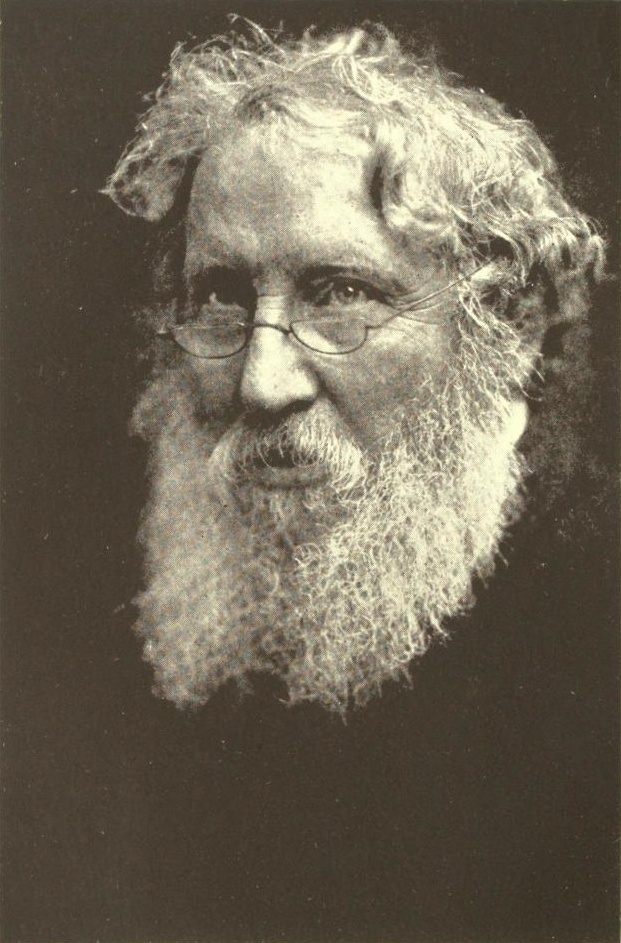
Solomon Schechter

Solomon Schechter (hebräisch שניאור זלמן שכטר, auch: Salomon Schechter, geboren 7. Dezember 1847 in Focșani, Fürstentum Moldau; gestorben 20. November 1915 in New York) war rumänisch-US-amerikanischer Rabbiner, Gelehrter und jüdischer Erzieher, Vater des Konservativen Judentums, Gründer und Präsident der Vereinigten Synagoge von Amerika, Präsident des Jüdisch-Theologischen Seminars in New York und ein früher Fürsprecher des Zionismus.

## Leben und Wirken
Geboren in Focșani (deutsch: Fokschan) im Fürstentum Moldau als eines von sechs Kindern in eine chassidische Chabad-Familie in Rumänien, besuchte er Jeschiwot in Osteuropa. Seine frühe Erziehung und Ausbildung erhielt er von seinem Vater, der der einzige Schochet (jüdische Schlachter) in der Stadt war. Von dort leitet sich der Name her: Schechter = Schochet in Hebräisch und Jiddisch.
Schechter war hochbegabt, lernte im Alter von drei Jahren Hebräisch zu lesen und hatte mit fünf umfangreiche Kenntnisse des Chumasch (Tora). Mit zehn Jahren ging er in eine Jeschiwa in Piatra, mit dreizehn lernte er gemeinsam mit einer der größten talmudischen Autoritäten, Rabbi Joseph Saul Nathanson von Lemberg. In Wien studierte er neben jüdischen Fächern im Bet Midrasch (hier Ernennung zum Rabbiner) auch Philosophie an der Universität. 1879 ging er an die Berliner Hochschule für die Wissenschaft des Judentums, studierte aber auch an der Berliner Universität.
Einige Jahre später wurde er von Claude Montefiore nach London eingeladen, um dort rabbinische Fächer zu unterrichten. 1887 heiratete er Mathilde Roth, die er im British Museum kennengelernt hatte, an dem er u. a. seine Stunden gab. Im selben Jahr publizierte er Avot de-Rabbi Nathan. 1890, nach dem Tod von Solomon Marcus Schiller-Szinessy, unterrichtete er an der Cambridge University. Sein großer akademischer Ruhm geht zurück auf seine Entdeckung, seine Bemühungen um und die sechs Jahre währende Publikation der Dokumente, die man in der Kairoer Geniza (Genisa zu Fostat) gefunden hatte; es handelt sich um eine Sammlung von über 100.000 seltenen hebräischen Manuskripten und mittelalterlichen jüdischen Texten. Der Fund revolutionierte die Kenntnis und das Studium des mittelalterlichen Judentums. Ohne Schechters anhaltende Bemühungen um diese Texte wären wahrscheinlich viele wichtige Dokumente auf immer verloren gegangen.
1899 wurde Schechter Hebräisch-Professor an der Londoner Universität. 1902 bis 1915 war er Präsident des JTS – Jewish Theological Seminary in Amerika, der Heimstätte des konservativen Judentums. In dieser Zeit gründete er die United Synagogue of America, die spätere United Synagogue of Conservative Judaism, der allein in Amerika über 800 Gemeinden angehören. Er war auch ein großer Unterstützer des Zionismus und lieferte wesentliche Beiträge.
Solomon Schechter starb 1915 in New York im Alter von 68 Jahren. Dank seiner Arbeit konnte sich das JTS etablieren und das Day-School-System des konservativen Judentums erfuhr bedeutendes Wachstum. Eine große Zahl konservativer Jewish Day Schools in Amerika und Kanada ist ihm zu Ehren benannt. Von Schechter stammen neben vielen weiteren Schriften auch Ausgaben des Midrasch ha-gadol zur Genesis, des neu gefundenen hebräischen Sirach und der Damaskusschrift.